# Букса, Наталия Игоревна
Наталия Игоревна Букса (укр. Наталія Ігорівна Букса; род. 6 ноября 1996, Львов) — украинская шахматистка, гроссмейстер среди женщин (2015).

## Биография
В 2006 году победила на чемпионате Украины среди девушек в возрастной категории U10. В 2015 году победила на чемпионате Украины и мира среди девушек в возрастной категории до 20 лет. За успех на юниорском чемпионате мира Международная шахматная федерация (ФИДЕ) присвоила Буксе звание гроссмейстера среди женщин (WGM).
В 2016 году на чемпионате Украины среди женщин завоевала серебро (победила Елизавета Малахова). В 2017 году в Тегеране на чемпионате мира по шахматам среди женщин в первом туре победила Хоанг Тхань Чанг, а во втором туре проиграла Софико Гурамишвили.
В 2018 году стала чемпионкой Украины среди женщин. 
В ноябре 2021 года в Риге она заняла 39-е место на турнире «Большая женская швейцарка ФИДЕ».

## Личная жизнь
Наталия Букса замужем за азербайджанским шахматистом Рауфом Мамедовым.

## Изменения рейтинга
| График не отображается по техническим причинам. Чтобы исправить это, воспроизведите график в новом формате, если это возможно. |